# Caren Pfleger
Caren Pfleger (eigentlich Katharina von Paffendorf; * 7. April 1942 in Oberhausen; † 11. Mai 2019 in Köln) war eine deutsche Designerin, Beauty- und Lifestyle-Beraterin sowie ein ehemaliges Model.

## Leben
Caren Pfleger begann ihre Modelkarriere in New York.
Von 1976 bis 1981 studierte Pfleger am New Yorker Community College Fashion Institute of Technology. Anfang 1986 wurde die „Caren Pfleger Modeagentur“ gegründet und 1979 präsentierte sie national ihre erste Modekollektion. Bekannt wurden ihr 3-5-7 Pieces Business-Suit für die Geschäftsfrau. Berlin folgte als weitere Station ihrer Lehrtätigkeit. Die Kollektionen von Caren Pfleger wurden mehrfach ausgezeichnet, beispielsweise 1983, 1985, 1996 und 1998 mit dem Fil d'Or am Festival International des Créateurs in Monte Carlo durch Karl Lagerfeld. Ihre Modelle wurden von Königin Silvia, Milva, Carolin Reiber und der Tochter des Aga Khan getragen. 1996 erhielt sie den European Fashion Award, 1998 das Bundesverdienstkreuz am Bande der Bundesrepublik Deutschland durch Bundespräsident Roman Herzog. Die Caren Pfleger Design GmbH betrieb weltweit bis zum Jahr 2000 49 eigene Modegeschäfte. Seit 2000 veröffentlichte Pfleger einige Bücher zu den Themen Health & Care sowie Wellness & Beauty. Für den Galeria Kaufhof hatte Pfleger eine Modekollektion und Schmuck entworfen.
Pfleger war verwitwet von Horst Pfleger (1931–2011), lebte in New York und Köln und hatte eine Tochter. Die Grabstätte der Eheleute befindet sich auf dem Kölner Melaten-Friedhof.

## Werke
- Charisma – Die sieben Säulen der Schönheit, Ullstein 2001, München 2001 ISBN 3-550-07160-4
- Zauberworte für die Schönheit, Ars Edition, München  2002, ISBN 3-7607-1906-6